# Rotnei Clarke
Rotnei Clarke (ur. 20 lipca 1989 w Claremore) – amerykański koszykarz, występujący na pozycjach rozgrywającego, obecnie zawodnik Allianz Pazienza Cestistica San Severo.
23 października 2020 zawarł kontrakt z Anwilem Włocławek. 16 lutego 2021 opuścił klub. Tego samego dnia został zawodnikiem włoskiego Allianz Pazienza Cestistica San Severo, występującego w II lidze włoskiej (Serie A2).

## Osiągnięcia
Stan na 17 lutego 2021, na podstawie, o ile nie zaznaczono inaczej.
NCAA
- Uczestnik turnieju:
  - NCAA (2013)
  - Portsmouth Invitational Tournament (2013)
- Zaliczony do:
  - I składu:
    - konferencji Atlantic 10 (2013)
    - turnieju:
      - konferencji Atlantic 10 (2013)
      - Maui Invitational (2013)

  - II składu Southeastern (SEC – 2011)
- Lider konferencji SEC w skuteczności rzutów za 3 punkty (2010 – 42,7%, 2011 – 43,8%)

Drużynowe
- Wicemistrz Australii (2017)
- Uczestnik rozgrywek międzynarodowych:
  - Eurocup (2015/2016)
  - EuroChallenge (2014/2015)

Indywidualne
- MVP australijskiej ligi NBL (2014)
- Najlepszy rezerwowy australijskiej ligi NBL (2017)
- Zaliczony do I składu NBL (2014)